# Boophis reticulatus
A Boophis reticulatus a kétéltűek (Amphibia) osztályába, a békák (Anura) rendjébe és az aranybékafélék (Mantellidae) családjába tartozó faj. 

## Előfordulása
A faj Madagaszkár endemikus faja. A sziget keleti oldalán fekvő esőerdőkben 800–1650 m tengerszint feletti magasságban honos. 

## Megjelenése
Közepes méretű békafaj. A hímek hossza 29–35 mm, a nőstényeké 41–44 mm. Mellső lábán részben, hátsó lábán teljes úszóhártya található. Hátán feltűnő, hálózatos bőrredőzet található. Színe jellemzően világosbarna. Szeme alatt általában világos folt látható. Írisze ezüstös és narancsbarna. A hímeknek alig kivehető hüvelykvánkosa és enyhén nyújtható hanghólyagja van.   

## Természetvédelmi helyzete
A faj széleskörűen elterjedt, populációja nagy, enyhén csökkenő. Számos védett területen előfordul.